# Ricky Van Shelton
Ricky Van Shelton (* 12. Januar 1952 in Grit, Virginia) ist ein US-amerikanischer Country-Sänger, der zwischen 1987 und 1992 insgesamt 13 Nummer-Hits in den Country-Charts hatte.

## Kindheit und Jugend
Ricky wuchs im ländlichen Virginia auf. Während sein Vater in einem Gospel-Quartett musizierte, interessierte er sich hauptsächlich für britischen Pop. Sein älterer Bruder spielte in eine Country-Band. Er überredete Ricky, als Sänger einzusteigen und so wechselte er mit 14 Jahren in die Country-Musik.
Nach Schulabschluss hielt er sich mit Gelegenheitsarbeiten über Wasser. Abends spielte er in der lokalen Club-Szene. Seine Freundin und spätere Ehefrau Bettye bekam einen Job in Nashville, und er schloss sich ohne langes Zögern an. In der Music City konzentrierte er sich ausschließlich auf seine musikalischen Aktivitäten. Eines Tages lernte er den Fach-Journalisten Jerry Thomson kennen, dessen Frau eine Arbeitskollegin von Bettye war. Thomson, der später sein Manager werden sollte, verschaffte ihm Kontakte zur Schallplattenindustrie. 1986 unterschrieb er einen Vertrag bei Columbia Records.

## Karriere
Bereits seine erste Single, Wild Eyed Dream aus dem gleichnamigen Album konnte sich in der Top-10 platzieren. Nur ein Jahr später schaffte er mit Somebody Lied seinen ersten Nummer-1-Hit. Schon 1988 folgte mit Life Turned Her That Way der nächste Spitzenplatz in den Country-Charts. Die musikalische Bandbreite des Baritons reichte von sanften Balladen bis zum Country-Rock, Anfang der 1990er Jahre schloss er sich dem New-Traditionalist-Boom an.
1988 erhielt er den CMA Horizon Award als bester Nachwuchsmusiker. Eine Vielzahl weiterer Auszeichnungen folgten. Im gleichen Jahr trat er erstmals in der Grand Ole Opry auf. Mit seinen Alben war er ebenfalls außerordentlich erfolgreich. Auch sein 1992 veröffentlichtes Gospel-Album Don't Overlook Salvation verkaufte sich gut. Er verwendete zum Teil selbst geschriebene Songs und griff häufig auf Klassiker zurück.
Anfang der 1990er Jahre verfasste Van Shelton mehrere Kinderbücher, die er über einen eigenen Verlag vertrieb. Die Verkaufszahlen seiner Schallplatten ließen ab 1993 mehr und mehr nach, und er verlor seinen Columbia-Vertrag. Zu dieser Zeit hatte er massive Alkohol-Probleme. 1997 gelang ihm mit dem selbstfinanzierten Album Making Plans ein Comeback. Die Inhalte seiner Songs wurden religiöser und er erhielt mehrere Auszeichnungen christlicher Institutionen.
Im Mai 2006 gab Van Shelton das Ende seines Tourneelebens bekannt. Er wolle sich künftig mehr um seine Familie kümmern. Seitdem ist er nicht mehr mit neuen Veröffentlichungen in Erscheinung getreten. Van Shelton zog sich vollständig aus der Öffentlichkeit zurück und gab erst 2016 wieder ein Interview für die regionale Zeitung „The Jefferson Post“, die in West Jefferson, North Carolina erscheint.

## Diskografie

### Alben
| Jahr | Titel                             | Höchstplatzierung, Gesamtwochen, AuszeichnungChartplatzierungen (Jahr, Titel, Platzierungen, Wochen, Auszeichnungen, Anmerkungen) | Höchstplatzierung, Gesamtwochen, AuszeichnungChartplatzierungen (Jahr, Titel, Platzierungen, Wochen, Auszeichnungen, Anmerkungen) | Anmerkungen     |
| Jahr | Titel                             | US | Country | Anmerkungen     |
| ---- | --------------------------------- | --- | --- | --------------- |
| 1987 | Wild-Eyed Dream                   | US76 Platin · (41 Wo.)US | Country1 (201 Wo.)Country |                 |
| 1988 | Loving Proof                      | US78 Platin · (24 Wo.)US | Country1 (130 Wo.)Country |                 |
| 1989 | Ricky Van Shelton Sings Christmas | US— GoldUS | Country32 (11 Wo.)Country | Weihnachtsalbum |
| 1990 | RVS III                           | US53 Platin · (61 Wo.)US | Country1 (116 Wo.)Country |                 |
| 1991 | Backroads                         | US23 Platin · (57 Wo.)US | Country3 (66 Wo.)Country |                 |
| 1992 | Don’t Overlook Salvation          | US122 Gold · (24 Wo.)US | — |                 |
| 1993 | A Bridge I Didn’t Burn            | US91 Gold · (8 Wo.)US | Country17 (17 Wo.)Country |                 |
| 1994 | Love and Honor                    | — | Country62 (3 Wo.)Country |                 |
| 2000 | Blue Christmas                    | — | Country58 (2 Wo.)Country |                 |

Weitere Alben
- 1998: Making Plans
- 2000: Fried Green Tomatoes

### Kompilationen
| Jahr | Titel              | Höchstplatzierung, Gesamtwochen, AuszeichnungChartplatzierungen (Jahr, Titel, Platzierungen, Wochen, Auszeichnungen, Anmerkungen) | Höchstplatzierung, Gesamtwochen, AuszeichnungChartplatzierungen (Jahr, Titel, Platzierungen, Wochen, Auszeichnungen, Anmerkungen) | Anmerkungen |
| Jahr | Titel              | US | Country | Anmerkungen |
| ---- | ------------------ | --- | --- | ----------- |
| 1992 | Greatest Hits Plus | US50 Platin · (31 Wo.)US | Country9 (48 Wo.)Country |             |
| 1995 | Super Hits         | US— GoldUS | Country64 (4 Wo.)Country |             |

Weitere Kompilationen
- 1996: Super Hits Vol. 2
- 1999: 16 Biggest Hits

### Singles
| Jahr | Titel Album                                             | Höchstplatzierung, Gesamtwochen, AuszeichnungChartsChartplatzierungen (Jahr, Titel, Album, Platzierungen, Wochen, Auszeichnungen, Anmerkungen) | Anmerkungen |
| Jahr | Titel Album                                             | Country | Anmerkungen |
| ---- | ------------------------------------------------------- | --- | ----------- |
| 1986 | Wild-Eyed Dream                                         | Country24 (18 Wo.)Country |             |
| 1987 | Crime of Passion Wild-Eyed Dream                        | Country7 (19 Wo.)Country |             |
| 1987 | Somebody Lied Wild-Eyed Dream                           | Country1 (25 Wo.)Country |             |
| 1987 | Life Turned Her That Way Wild-Eyed Dream                | Country1 (23 Wo.)Country |             |
| 1988 | Don’t We All Have the Right Wild-Eyed Dream             | Country1 (20 Wo.)Country |             |
| 1988 | I’ll Leave This World Loving You Loving Proof           | Country1 (21 Wo.)Country |             |
| 1988 | From a Jack to a King Loving Proof                      | Country1 (16 Wo.)Country |             |
| 1989 | Hole in My Pocket Loving Proof                          | Country4 (16 Wo.)Country |             |
| 1989 | Living Proof Loving Proof                               | Country1 (22 Wo.)Country |             |
| 1989 | Statue of a Fool RVS III                                | Country2 (26 Wo.)Country |             |
| 1990 | I’ve Cried My Last Tear for You RVS III                 | Country1 (25 Wo.)Country |             |
| 1990 | I Meant Every Word He Said RVS III                      | Country2 (21 Wo.)Country |             |
| 1990 | Life’s Little Ups and Downs RVS III                     | Country4 (20 Wo.)Country |             |
| 1991 | I Am a Simple Man Backroads                             | Country1 (20 Wo.)Country |             |
| 1991 | Keep It Between the Lines Backroads                     | Country1 (20 Wo.)Country |             |
| 1991 | After the Lights Go Out Backroads                       | Country13 (20 Wo.)Country |             |
| 1992 | Backroads                                               | Country2 (20 Wo.)Country |             |
| 1992 | Wear My Ring Around Your Neck Honeymoon in Vegas O.S.T. | Country26 (20 Wo.)Country |             |
| 1992 | Wild Man Greatest Hits Plus                             | Country5 (20 Wo.)Country |             |
| 1993 | Just as I Am Greatest Hits Plus                         | Country26 (20 Wo.)Country |             |
| 1993 | A Couple of Good Years Left A Bridge I Didn’t Burn      | Country44 (12 Wo.)Country |             |
| 1994 | Where Was I A Bridge I Didn’t Burn                      | Country20 (20 Wo.)Country |             |
| 1994 | Wherever She Is Love and Honor                          | Country49 (10 Wo.)Country |             |
| 1995 | Lola’s Love Love and Honor                              | Country62 (5 Wo.)Country |             |
| 2000 | The Decision Fried Green Tomatoes                       | Country71 (1 Wo.)Country |             |

Weitere Singles
- 1999: The Best Is Yet to Come
- 2000: Call Me Crazy

### Gastbeiträge
| Jahr | Titel Album                        | Höchstplatzierung, Gesamtwochen, AuszeichnungChartsChartplatzierungen (Jahr, Titel, Album, Platzierungen, Wochen, Auszeichnungen, Anmerkungen) | Anmerkungen      |
| Jahr | Titel Album                        | Country | Anmerkungen      |
| ---- | ---------------------------------- | --- | ---------------- |
| 1991 | Rockin’ Years Eagle When She Flies | Country1 (20 Wo.)Country | mit Dolly Parton |

### Videoalben
- 1990: To be Continued (US: Gold)